# Однополые браки в Мексике

Равноценность однополых браков по штатам Мексики
Юридическое равенство браков однополых и разнополых пар
Брачные свидетельства выдаются однополым правам вопреки законодательству штата; процесс выдачи свидетельства может занять дольше времени или стоить дороже, чем для разнополых пар
Неравноценность браков: однополые пары в браке не учитываются как в браке при усыновлении/удочерении

В Мексике однополые браки регистрируются во всех регионах с 31 декабря 2022 года. В период, когда не все регионы регистрировали однополые браки, согласно решению Верховного суда они тем не менее признавались на всей территории государства с 10 августа 2010 года. Также в некоторых регионах признаются гражданские партнёрства однополых семей.

## Гражданские партнёрства
16 марта 2007 года в столице Мексики Мехико вступил в силу закон о гражданских союзах для гомосексуальных и неженатых гетеросексуальных пар. Закон был принят 9 ноября 2006 года 43 голосами против 17, несмотря на противостояние Католической церкви.
11 января 2007 года однополые гражданские партнёрства вводятся в штате Коауила. Законодатели штата Коауила проголосовали 20 голосами против 13. Закон даёт геям больше прав, чем подобный закон в Мехико.
Позднее аналогичные законопроекты были предложены в других штатах (в частности — в штатах Пуэбла, Колима, Мичоакан, Халиско и Герреро). Однако инициатива столкнулась с сильным противостоянием со стороны Церкви и консервативных политиков. В итоге летом 2013 года штат Колима легализовал однополые гражданские партнёрства. В мае 2016 года в Колиме гражданские партнёрства были упразднены одновременно с легализацией однополых браков. Ранее заключённые партнёрства остаются в силе и могут быть переоформлены в браки по запросу.
31 октября 2013 года Конгрессом штата Халиско был одобрен закон о гражданских партнёрствах. Закон вступил в силу 1 января 2014 года.
В декабре 2013 года закон о гражданских партнёрствах был принят парламентом штата Кампече.
7 сентября 2015 года Конгресс штата Мичоакан единогласно принял закон о гражданских партнёрствах для однополых пар. Он был опубликован в официальном журнале штата 30 сентября 2015 года. С 2016 года разнополые пары также могут заключать гражданские партнёрства.
29 декабря 2016 года Конгресс штата Тласкала одобрил закон о гражданских партнёрствах, предусматривающий множество прав и обязанностей брака. Такие союзы могут заключать как однополые, так и разнополые пары. Закон был опубликован в официальном журнале 11 января 2017 года и вступил в силу на следующий день.

## Однополый брак
24 ноября 2009 года законопроект о легализации однополых браков был представлен на рассмотрение парламента Мехико его депутатом Давидом Разу, заявившего, что «геи и лесбиянки платят налоги, так же, как и другие, они соблюдают законы так же, как и другие, являются частью общества подобно другим, поэтому нет оснований ограничивать их права». В законопроекте предлагалось изменить понятие брака в Гражданском кодексе столичного округа Мехико так, чтобы не упоминать пол супругов. По утверждению Разу, законопроект вполне конституционен, поскольку, согласно статье 1 Конституции Мексики, ни один человек не может быть подвергнут дискриминации по какой бы то ни было причине, и, согласно статье 2, человек не может быть ограниченным в правах по причине сексуальной ориентации. 21 декабря 2009 года Законодательная Ассамблея столицы, большинство в которой на тот момент занимала оппозиция, одобрила законопроект 39 голосами «за» при 20 «против». Согласно тексту закона, брак определяется как свободный союз двух людей, и отныне однополым парам предоставляется право усыновления, наследования имущества а также распространения режима медицинского страхования на партнера, то есть то в чём прежде было отказано. 29 декабря 2009 года глава правительства столицы Марсело Эбрард подписал законопроект, который вступил в силу 4 марта 2010 года.
21 июля 2009 года в штате Юкатан местный конгресс подавляющим большинством (24 голоса против одного) одобрил запрет на однополые браки. Летом 2013 года федеральный суд в Юкатане признал неконституционным закон штата о запрете однополых браков.
5 августа 2010 года Верховный суд Мексики признал закон об однополых браках в Мехико непротиворечащим Конституции страны. 10 августа Верховный суд постановил, что все штаты Мексики обязаны признавать однополые браки, заключённые в Мехико.
28 ноября 2011 года две однополые пары заключили брак в штате Кинтана-Роо, так как гражданский кодекс штата не запрещал однополые браки прямым текстом, но в апреле 2012 года они были аннулированы губернатором штата, Роберто Борхе Ангуло. В мае 2012 года государственный секретарь штата Кинтана-Роо признал эти браки законными и постановил возможность их заключения в штате.
В конце 2012 года Верховный суд Мексики, сославшись на решение Межамериканского суда по правам человека, единогласно признал дискриминационным и неконституционным запрет однополых браков в штате Оахака. И, хотя решение суда, согласно его юрисдикции, имеет узкую направленность в пределах одного штата, эксперты признают, что суд открыл путь для признания однополых браков на территории всей страны. 22 марта 2013 года в штате Оахака был зарегистрирован первый однополый брак.
22 августа 2013 года суд штата Чиуауа обязал власти регистрировать однополые браки. 11 июня 2015 года однополые браки были разрешены губернаторским указом.
18 марта 2014 по решению суда был заключён первый однополый брак в штате Гуанахуато.
17 сентября 2014 года вступил в силу закон об однополых браках в штате Коауила, который был принят 1 сентября 2014 года.
3 июня 2015 года Верховный суд Мексики вынес решение, согласно которому, запрет однополых браков в штатах Мексики является неконституционным. Данное решение не аннулирует существующие законы, однако обязывает всех судей Мексики предоставлять однополым парам ампаро, после чего местные муниципалитеты будут обязаны регистрировать их браки.
10 июля 2015 года губернатор штата Герреро Роджелио Ортега поженил 20 однополых пар в Акапулько. Некоторые муниципалитеты штата регистрируют однополые браки без ампаро.
С 21 июля 2015 года в городе и муниципалитете Сантьяго-де-Керетаро штата Керетаро однополые пары могут вступить в брак без ампаро. По состоянию на январь 2017 года уже 8 муниципалитетов штата регистрировали однополые браки без ампаро.
23 декабря 2015 года в штате Наярит вступил в силу закон об однополых браках, принятый 17 декабря 2015 года.
В мае 2016 года штат Халиско узаконил однополые браки.
20 мая 2016 года в штате Кампече вступил в силу закон об однополых браках, принятый 10 мая 2016 года.
12 июня 2016 года в штате Колима вступил в силу закон об однополых браках, принятый 25 мая 2016 года.
23 июня 2016 года в штате Мичоакан вступил в силу закон об однополых браках, который был одобрен 18 мая 2016 года.
В июне 2016 года в результате конституционной реформы были узаконены однополые браки в штате Морелос.
В сентябре 2016 года чиновники муниципалитета Сан-Педро-Чолула штата Пуэбла заявили, что любая однополая пара может зарегистрировать свой брак без ампаро в их муниципалитете. 1 августа 2017 года Верховный суд Мексики вынес решение, узаконившее однополые браки по всему штату.
На начало 2017 года уже в трёх муниципалитетах штата Тамаулипас однополые пары могли регистрировать браки без процедуры ампаро.
30 января 2017 года вступило в силу решение Первой палаты Верховного суда Мексики. В постановлении говорится, что все однополые пары в Мексике имеют право создавать и поддерживать семейную жизнь, будь то путем произведения потомства или усыновления, а также использовать для произведения потомства другие средства, полученные в результате научных достижений.
11 июля 2017 года однополые браки были узаконены в штате Чьяпас решением Верховного суда Мексики. В том же месяце состоялась первая церемония заключения брака.
3 ноября 2017 года правительство штата Нижней Калифорнии объявило, что оно прекратит применение запрета на однополые браки и что Гражданский реестр начнёт принимать заявки на выдачу разрешений на брак однополым парам.
19 февраля 2019 года Верховный суд объявил статьи 140 и 148 Гражданского кодекса штата Нуэво-Леон неконституционными, полностью узаконив однополые браки в штате.
2 апреля 2019 года Верховный суд вынес постановление, узаконившее однополые браки в штате Агуаскальентес.
14 мая 2019 года Законодательным собранием штата Идальго был одобрен законопроект, легализующий однополые браки в штате.
16 мая 2019 года Конгресс штата Сан-Луис-Потоси одобрил закон, легализующий однополые браки. 17 мая он был подписан губернатором Хуаном Мануэлем Каррерасом и опубликован в официальной газете 20 мая. Закон вступил в силу на следующий день. Совместное усыновление однополыми парами также разрешено законом.
27 июня 2019 года Конгресс штата Южной Нижней Калифорнии принял решение узаконить однополые браки. Закон был подписан губернатором Карлосом Мендосой Дэвисом в тот же день и опубликован в официальной газете 28 июня. На следующий день закон вступил в силу.

### Статистические данные
Всего с момента вступления закона в силу по данным на конец 2010 года в Мехико заключили брак 612 однополых пар (318 мужских и 294 женских), из них 405 человек находились в возрастном промежутке 31-40 лет, 376 — 21-30 лет, 264 — 41-50 лет, 54 — 61-70 лет, 4 — 71-80 лет. 60 человек имеют иностранное происхождение. 67 % пар заключили брак с совместным владением имущества, остальные — с раздельным.
За год существования однополых браков в Мексике правом узаконить свои отношения воспользовалось 700 однополых пар (367 мужских пар и 333 женских пар).
К середине августа 2011 года число заключённых однополых браков достигло тысячи (548 мужских пар и 452 женских). 85 % супругов имеют возраст 31 год и старше, 6 % из них — иностранцы.
В середине 2013 году в Мехико было зарегистрировано всего 2513 браков лиц одного пола. При этом количество разводов в таких парах составило всего 2 % (при общем уровне в 50 %).
Спустя семь лет после вступления в силу закона об однополых браках в Мехико статистика показала, что за тот период было заключено 8348 однополых браков (4516 между двумя мужчинами и 3832 между двумя женщинами).

### Экономический эффект
После того, как в марте 2010 года в Мехико, столице Мексики, были легализованы однополые браки, доходы от гей-туризма здесь невероятно возросли. Как сообщает городской департамент по вопросам ЛГБТ-туризма, во второй половине 2010 года гомосексуалы принесли в казну столицы 6 миллионов песо (около полумиллиона долларов).